# Caversham
Caversham – dzielnica miasta Reading, w Anglii, w hrabstwie ceremonialnym Berkshire, w dystrykcie (unitary authority) Reading. Leży 2 km na północ od centrum miasta Reading i 59 km na zachód od centrum Londynu. W 2011 roku dzielnica liczyła 9533 mieszkańców. Caversham jest wspomniana w Domesday Book (1086) jako Caueres/Cavesham.